# 袖浦村 (静岡県)
袖浦村（そでうらむら）は静岡県の西部、豊田郡・磐田郡に属していた村である。現在の磐田市南西部にあたり、天竜川河口と遠州灘に面する。

## 地理
- 河川：天竜川、ボウ僧川[1]

## 歴史
- 1889年（明治22年）4月1日 - 町村制の施行により、中平松村、東平松村、西平松村、岡村、藤木村、駒場村、又兵衛請新田、清庵浜請負新田、大中瀬村、小中瀬村、稗原村、海老島村、浜新田が合併して豊田郡袖浦村が発足。
- 1896年（明治29年）4月1日 - 郡制の施行により所属郡が磐田郡に変更。
- 1955年（昭和30年）4月1日 - 掛塚町・十束村と合併して竜洋町が発足。同日袖浦村廃止。

## 教育機関
袖浦村立袖浦小学校(現・磐田市立竜洋東小学校)

## 交通

### 道路
- 国道150号